# Chapelle royale de Grenade
La chapelle royale de Grenade (Capilla Real) est un mausolée situé dans la ville de Grenade en Andalousie, dans le Sud de l'Espagne. Elle se trouve au niveau du portail sud du transept de la cathédrale de l'Incarnation de Grenade.
Elle fut construite sur l'ordre de Ferdinand d'Aragon et Isabelle de Castille car ils voulaient être enterrés dans la ville où avait eu lieu leur plus grande victoire sur les musulmans. En effet, la prise de Grenade met fin à la présence musulmane en Espagne en 1492. C'est Enrique de Egas qui se voit confier la construction de la chapelle. La chapelle fut édifiée de 1506 à 1521.
On y trouve deux doubles sarcophages qui ne sont que des cénotaphes car les cercueils se trouvent dans une crypte située juste sous la chapelle.

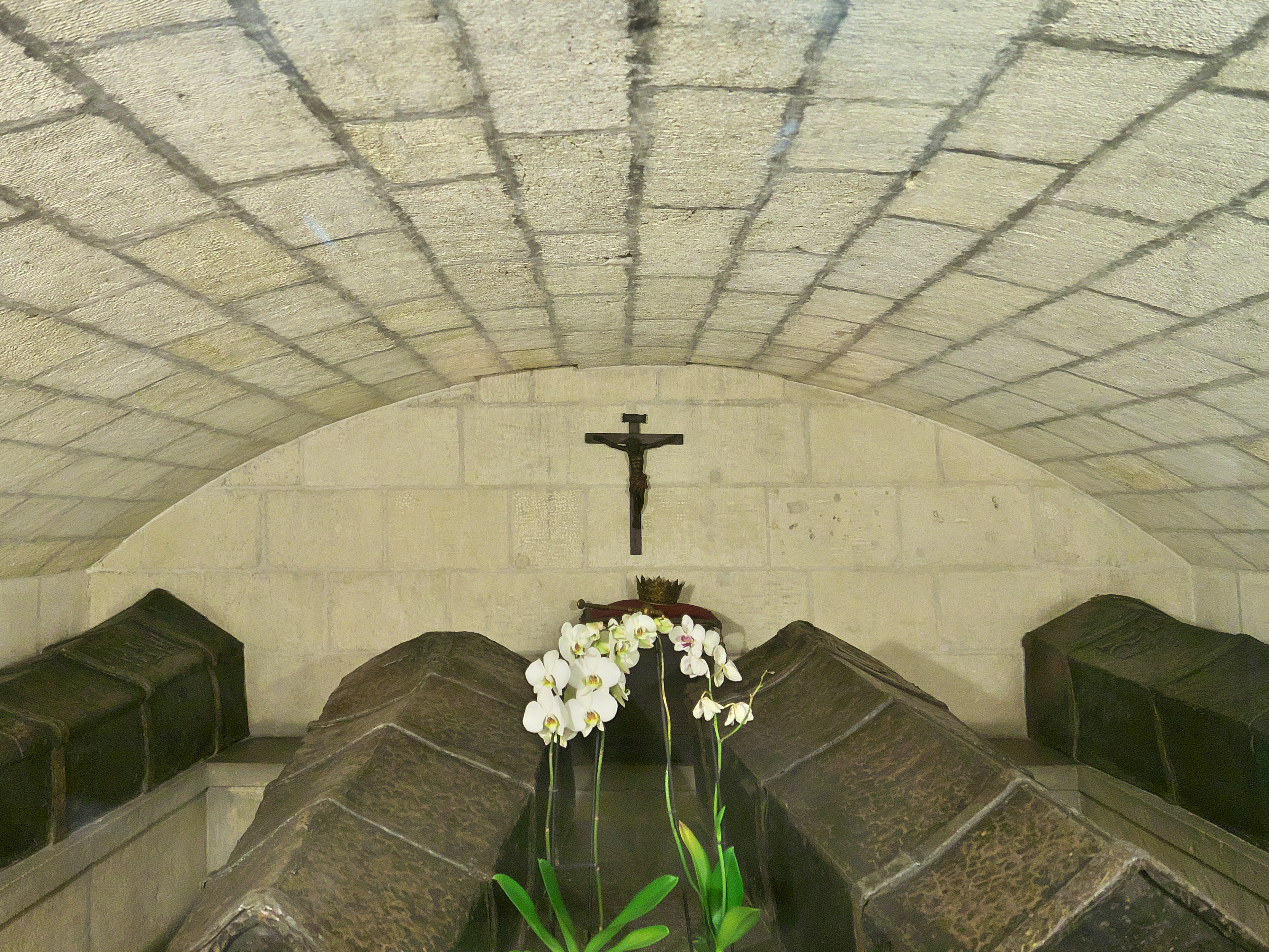
Vue de la crypte avec les cercueils royaux.

Cette crypte contient dans des cercueils de plomb les restes des Rois catholiques :
1. Isabelle Ire de Castille, reine de Castille et León, reine d'Aragon et de Sicile (21 avril 1451 - 26 novembre 1504) -  (fille de Jean II de Castille et épouse de Ferdinand II d'Aragon)
2. Ferdinand II d'Aragon, roi de Castille et León, roi d'Aragon et de Sicile (10 mai 1452 - 25 janvier 1516) -  (fils de Jean II d'Aragon et époux d'Isabelle Ire de Castille)
3. Jeanne Ire de Castille, reine de Castille et León, reine d'Aragon, de Naples et de Sicile (6 novembre 1479 - 11 avril 1555) -  (fille de Ferdinand II d'Aragon et d'Isabelle Ire de Castille)
4. Philippe Ier de Castille, roi de Castille et León, duc de Bourgogne et d'autres possessions (22 juillet 1478 - 25 septembre 1506) -  (fils de Maximilien Ier du Saint-Empire et époux de Jeanne Ire de Castille)
5. Michel de la Paix, prince de Portugal (23 août 1498 - 20 juillet 1500) -  (fils d'Isabelle d'Aragon et de Manuel Ier de Portugal, petit-fils de Ferdinand II d'Aragon et d'Isabelle Ire de Castille)